# جيم باور إن موتانت بلانيت
جيم باور إن موتانت بلانيت، هي لعبة فيديو يابانية، تم تطويرها من قبل ديجيتال كونسبت وفيرتشال ستوديوز، ونشرها ميكرو ورلد، وأعاد إصدار اللعبة من قبل الناشر بيكو إنتراكتيف الأمريكية، صدرت اللعبة في الأسواق سنة 1992، وتعمل على عدة منصات، ومنها أميغا وتوربو غرافيكس-16.